# دومینیک کانتی
دومینیک کانتی (انگلیسی: Dominique Canty؛ زادهٔ ۲ مارس ۱۹۷۷) بازیکن بسکتبال اهل ایالات متحده آمریکا است.